# Кралеви улице
„Кралеви улице“ (на хърватски: Kraljevi ulice) е хърватска вокално-инструментална музикална група.
Основана е от Миран Велкович – Хаджи (Miran Veljković – Hadži) и Златко Петрович – Пайо (Zlatko Petrović – Pajo) в Загреб през 1987 г. Член на групата е и Зоран Ловрич (Zoran Lovrić). Групата е основател и организатор на фестивала Cest is d'Best.
Не пеят модерни песни, а само шлагери. Имат издадени 20 музикални албума. Появяват се и в телевизионния сериал „Наши и ваши“ (2000 – 2002).
Групата „Кралеви улице“ е избрана да представи Хърватия на песенния конкурс „Евровизия 2008“ в Белград заедно с певеца 75 цента (75 Cents, 1933 – 2010) – тогава на 75 години, най-възрастния участник в историята на конкурса до 2012 г. На фестивала изпълняват песента Romanca („Романс“), с която се класират на 4-то място в своята група на 2-рия полуфинал, но на финала остават на 21-во място.
Kraljevi ulice и 75 Cents изпълняват руска версия на същата конкурсна песен Romanca в Държавния кремълски дворец в Москва и печелят всеруската премия „Шансон года 2009“ на 28 март 2009 г. Това е най-големият успех на хърватската песен след международния песенен конкурс „Евровизия“.